# Ждановский сельский совет (Лубенский район)
Ждановский сельский совет (укр. Жданівська сільська рада) — входит в состав
Лубенского района
Полтавской области
Украины.
Административный центр сельского совета находится в 
с. Жданы.

## Населённые пункты совета
- с. Жданы